# Nile Basin Initiative
Die Nile Basin Initiative (engl. für Nilbeckeninitiative, kurz NBI) wurde 1999 zur regionalen Zusammenarbeit der Länder im Einzugsgebiet des Nils ins Leben gerufen. Ziel ist die Ablösung des von äthiopischer Seite nicht ratifizierten anglo-äthiopischen Vertrages zwischen Großbritannien als Kolonialmacht über Ägypten und den Sudan und Äthiopien. Dabei soll die gemeinschaftliche langfristige Entwicklung und das Management der Wasserressourcen des Flusses erreicht werden. Durch eine verstärkte Zusammenarbeit soll ein fühlbarer Vorteil für alle innerhalb des Einzugsbereichs erreicht und eine Basis für gegenseitiges Vertrauen geschaffen werden.
Die NBI gliedert sich in einen Ministerrat (Nile-COM) als höchstes Gremium der NBI, welches durch den Technischen Beirat (Nile-TAC) unterstützt wird. Der Beirat setzt sich aus je zwei Offiziellen der Mitgliedsländer zusammen. Zudem existiert ein Sekretariat (Nile-SEC), welches in Entebbe, Uganda, ansässig ist.
Die 10 Mitgliedsländer sind
- Äthiopien
- Ägypten
- Burundi
- DR Kongo
- Kenia
- Ruanda
- Sudan
- Südsudan
- Tansania
- Uganda
- Eritrea (Beobachter)

## Interessenkonflikte
Der wesentliche Interessenkonflikt in der Initiative besteht zwischen Ägypten und Äthiopien. Während Ägypten die wesentliche Menge des Nil-Wassers nutzt, liegen die Quellen für den größten Teil des Wassers im Einzugsgebiet des Blauen Nils in Äthiopien. Aufgrund des kolonialen Vertrages möchte Ägypten den Äthiopiern die intensivere Nutzung des Wassers des Blauen Nils untersagen.